# 巴布亚新几内亚国民议会
巴布亚新几内亚国民议会，是巴布亚新几内亚的国家立法机构，为一院制。巴布亚新几内亚国民议会成立于1964年，当时称作巴布亚新几内亚众议院，1975年独立后，改为现名。
国民议会每届任期5年，共有111名议员。當中89名由小選區產生，其餘22名由各省級行政區為基礎選出，並相應成為各省省長（但當省長加入中央政府內閣，便由一位小選區議員接任省長）。另外因應該國碎片化政治生態容易製造政治危機，国民议会有一項規定：選舉後18個月和選舉前12個月，議員不得向政府提出不信任動議。